# Enicospilus chion
Enicospilus chion är en stekelart som beskrevs av Ian D. Gauld och Mitchell 1981. Enicospilus chion ingår i släktet Enicospilus och familjen brokparasitsteklar. Inga underarter finns listade i Catalogue of Life.